# Karol Młynarczyk
Karol Piotr Młynarczyk (ur. 9 września 1958 w Radomsku) – polski lekarz, samorządowiec i polityk, w latach 2015–2023 wicewojewoda łódzki, w 2023 wojewoda łódzki.

## Życiorys
Ukończył studia na Śląskiej Akademii Medycznej w Katowicach. Uzyskał specjalizacje drugiego stopnia z zakresu chorób wewnętrznych i medycyny rodzinnej. Przez około 30 lat pracował w ośrodku zdrowia w Strzelcach Wielkich oraz na oddziale chorób wewnętrznych szpitala w Pajęcznie. W 2002 pełnił obowiązki dyrektora tej ostatniej placówki. Był też przewodniczącym komisji zakładowej NSZZ „Solidarność” przy SP ZOZ w Pajęcznie.
Od 1999 zasiadał w radzie powiatu pajęczańskiego pięciu kolejnych kadencji. Pełnił funkcję wiceprzewodniczącego komisji zdrowia i edukacji, był także wiceprzewodniczącym rady powiatu i członkiem zarządu powiatu. W 2002 wstąpił do Prawa i Sprawiedliwości, wchodząc w skład zarządu partii w powiecie pajęczańskim i okręgu sieradzkim. W 2007 bez powodzenia kandydował do Sejmu (otrzymał 3656 głosów).
W grudniu 2015 został powołany na urząd wicewojewody łódzkiego. 18 kwietnia 2023 premier Mateusz Morawiecki powierzył mu stanowisko wojewody łódzkiego. Funkcję tę pełnił do grudnia tego samego roku. W 2024 ponownie wybrany na radnego powiatu pajęczańskiego, objął funkcję przewodniczącego rady.

## Życie prywatne
Żonaty, ma syna i córkę.